# Antoni Nosek
Antoni Nosek vel Antoni Niechrzyński ps. Kajtuś, Reneta, Polan, Hogbod (ur. 12 kwietnia 1917 w Przysiece Starej, zm. 16 grudnia 2007) – żołnierz Wojska Polskiego, Polskich Sił Zbrojnych na Zachodzie, oficer Armii Krajowej, major artylerii służby stałej, uczestnik powstania warszawskiego, cichociemny. Znajomość języków: angielski, francuski. 

## Życiorys
W 1933 roku ukończył gimnazjum w Kościanie, następnie uczył się w Korpusie Kadetów nr 3 w Rawiczu, zdał tam w roku 1937 egzamin dojrzałości. Do 10 października 1938 roku w Szkole Podchorążych Rezerwy Artylerii we Włodzimierzu Wołyńskim, następnie do 10 sierpnia 1939 roku w Szkole Podchorążych Artylerii w Toruniu. Po jej ukończeniu został przydzielony do 23 Pułku Artylerii Lekkiej, awansowany na stopień podporucznika ze starszeństwem od 1 września 1939 roku.
W kampanii wrześniowej 1939 roku jako oficer zwiadowczy baterii Ośrodka Zapasowego 23 oraz 5 Pułku Artylerii Lekkiej, a także 2 Pułku Artylerii Przeciwlotniczej, walczył w obronie Lwowa. Po kapitulacji Lwowa nie poszedł na punkt zborny Sowietów, rzekomo po przepustkę na powrót do domu – dzięki temu uniknął zamordowania w Katyniu. 7 grudnia przekroczył granicę polsko-węgierską, do 19 stycznia 1940 roku został internowany w Domoszlo (Węgry). Razem z późniejszym cichociemnym Mieczysławem Szczepańskim przez Jugosławię dotarli do Splitu, następnie greckim statkiem „Patris” 17 lutego 1940 roku do Marsylii (Francja). 1 marca 1940 roku wstąpił do Polskich Sił Zbrojnych, od 20 marca przydzielony do francuskiego 52 Pułku Artylerii Lekkiej na Linii Maginota. Od 7 maja w ośrodku 3 Dywizji Piechoty w Ludeac, od 20 maja jako dowódca plutonu 3 baterii przeciwpancernej 3 Dywizji Piechoty. 
Po upadku Francji ewakuowany 20 czerwca, następnego dnia dotarł do Plymouth (Wielka Brytania). Wstąpił Polskich Sił Zbrojnych na Zachodzie pod dowództwem brytyjskim, od 17 lipca 1940 roku został przydzielony oficer zwiadowczy 2 baterii 1 dywizjonu 1 Brygady Strzelców. Od 1 lipca 1941 roku do 4 stycznia 1942 roku służył jako instruktor Szkoły Podchorążych Artylerii w Coupar Angus (Szkocja), następnie jako oficer obserwacyjny 2 baterii 1 dywizjonu.

## Cichociemny
Zgłosił się do służby w Kraju. Przeszkolony ze specjalnością w dywersji na kursach specjalnych dla kandydatów na cichociemnych, m.in. dywersyjno-strzeleckim (STS 23A, Inverness-shire, STS 25, Inverlochy), łączności lotnik – ziemia: Eureca – Rebbeca, S-Phone (STS 40, Howbury Hall), spadochronowym, walki konspiracyjnej, odprawowym (STS 43, Audley End), i in. Został zaprzysiężony na rotę ZWZ/AK 23 września 1943 roku w Chicheley, i przydzielony do Oddziału VI (Specjalnego) Sztabu Naczelnego Wodza, awansowany na stopień porucznika ze starszeństwem od 1 stycznia 1943 roku. Przerzucono go na stację wyczekiwania Głównej Bazy Przerzutowej w Latiano nieopodal Brindisi we Włoszech. 
Skoczył ze spadochronem do okupowanej Polski w nocy 4/5 maja 1944 roku w sezonie operacyjnym „Riposta”, w operacji lotniczej „Weller 17”, dowodzonej przez kpt. naw. Edwarda Bohdanowicza, z samolotu Halifax JP-177 „P” (1586 Eskadra PAF) na placówkę „Mewa 1” 222 (kryptonim polski, brytyjskie oznaczenie numerowe pinpoints), w okolicach miejscowości Dalechowice, 15 km na południe od Skalbmierza. Razem z nim skoczyli: por. Tadeusz Stanisław Jaworski ps. Bławat, ppor. Zdzisław Luszowicz ps. Szakal, por. Cezary Nowodworski ps. Głóg, por. Mieczysław Szczepański ps. Dębina, por. Czesław Trojanowski ps. Litwos.  
Od 20 czerwca 1944 roku został przydzielony do Okręgu Białystok AK, 22 lipca wraz z cichociemnym por. Zdzisławem Winiarskim wyruszyli w rejon Białegostoku, wobec ofensywy sowieckiej zmuszony do powrotu do Warszawy. 
W powstaniu warszawskim na Ochocie początkowo walczył jako ochotnik w punkcie oporu AK w rejonie ul. Pługa, przedzierał się w kierunku Śródmieścia, ok. 9 sierpnia wraz z grupą mieszkańców ul. Filtrowej zatrzymany przez oddział SS-Sturmbrigade RONA Bronisława Kamińskiego i wywieziony kolejką EKD w kierunku Grodziska Mazowieckiego. Uciekł z pociągu w Podkowie Leśnej, przedarł się do Puszczy Kampinoskiej. 20 sierpnia 1944 roku dołączył do pułku „Palmiry-Młociny”, dowodzonego przez cichociemnego por. Adolfa Pilcha, nie udało im się przedrzeć do walczącej Warszawy. 
Od listopada 1944 roku został przydzielony do Okręgu Kraków AK, przypadkowo aresztowało go Gestapo, osadzono go w więzieniu na Montelupich. Został zwolniony po wstawiennictwie właściciela firmy budowlanej inż. Oppmana, gdzie był fikcyjnie zatrudniony. Od 10 listopada 1944 roku przydzielony jako dowódca skadrowanego dywizjonu artylerii 106 Dywizji Piechoty AK. Awansowany na stopień kapitana ze starszeństwem od 1 stycznia 1945 roku. Zamieszkał na wsi w pobliżu Miechowa, 15 lutego 1945 roku został aresztowany przez UB, 20 marca zwolniony. Podjął studia na Wydziale Prawa Uniwersytetu Jagiellońskiego w Krakowie. Z powodu groźby ponownego aresztowania dowództwo AK zaleciło mu wyjazd na Zachód. 
Przez Czechy dotarł do Niemiec, 3 września 1945 roku. Zameldował się w komendzie miasta w Maczkowie (Haren nad rzeką Ems w Dolnej Saksoni). 30 października 1945 roku zameldował się w Oddziale VI (Specjalnym) Sztabu Naczelnego Wodza w Londynie. Pozostał na emigracji w Wielkiej Brytanii. W latach 1946–1949 studiował inżynierię na Uniwersytecie Londyńskim, w roku 1949 uzyskał tytuł Bachelor of Science (licencjat) in Civil Engirecring. Do 1953 w Biurze Projektów „Walter C. Andrews & Parners” oraz  w firmie budowlanej „Truscon” w Londynie, następnie jako inżynier w „Sir Bruce White Wolve Barry & Partners”. Od 1959 ponownie w Biurze Projektów „Walter C. Andrews & Parners”, także jako udziałowiec. Od 1975 we własnej firmie projektującej mosty i obiekty biurowe. M.in. zaprojektował „Croydon Flyower” w dzielnicy Londynu Croydon, molo portowe w Sheerness oraz molo w Lerwick (Szkocja). W latach 1976–1984 projektował obiekty w Nigerii.
Działał w środowisku polonijnym, m.in. sekretarz Rady Wojska (1987–1994) oraz Federacji Organizacji Kombatanckich PSZ. Od roku 1987 był wiceprezes, od 1997 – prezesem Koła Cichociemnych  w Londynie. Autor publikacji w prasie polonijnej. Wspomnienia Antoniego Noska zostały uwiecznione w filmie dokumentalnym My Cichociemni. Głosy żyjących (2008). Rolę Noska odegrał Maciej Mikołajczyk.
Zmarł w 2007 roku w Londynie, pochowany na cmentarzu Gunnersbury – Sq. LA (Londyn, Wielka Brytania).

## Awanse
- podporucznik – ze starszeństwem od 1 września 1939
- porucznik – ze starszeństwem od 1 stycznia 1943
- kapitan – ze starszeństwem od 1 stycznia 1945
- major –[potrzebny przypis]

## Odznaczenia
- Krzyż Kawalerski Orderu Odrodzenia Polski (11 listopada 1990)[5]
- Krzyż Walecznych – czterokrotnie
- Złoty Krzyż Zasługi z Mieczami
- Medal za Odwagę w Sprawie Wolności[6]
- zwykły Znak Spadochronowy nr 3123, bojowy Znak Spadochronowy nr 2021[7][3].

## Życie rodzinne
Był synem Jana, rolnika, i Leokadii z domu Konopczyńskiej. W 1950 roku ożenił się z Teresą Robakowską (ur. w 1929 roku), z którą mieli troje dzieci: Alinę (ur. w 1956 roku), Ryszarda Antoniego (ur. w 1959 roku) i Danutę (ur. w 1963 roku).